# Leptotarsus (Longurio) browni
Leptotarsus (Longurio) browni is een tweevleugelige uit de familie langpootmuggen (Tipulidae). De soort komt voor in het Neotropisch gebied.